# Gertrude (Disney)
Pour les articles homonymes, voir Gertrude.
Gertrude est un personnage de bande dessinée apparaissant essentiellement dans des histoires de production italienne de l'univers Disney : il s'agit d'une chatte obèse et anthropomorphe, petite amie de Pat Hibulaire, dont elle partage généralement la profession de délinquant.
Elle apparaît le 10 mars 1960 dans l'histoire Mickey et le collier chirikawa écrite par Romano Scarpa.

## Histoire et personnalité
Jalouse, possessive et vindicative, Gertrude est une chatte de forte corpulence avec des lèvres charnues et de longs cils. Elle est la fiancée de Pat Hibulaire qu'elle surnomme « Patounet »,mais également son complice du crime. Mais le vol n'est pas sa profession principale, elle est avant tout femme au foyer.
Dans les années 1990, elle est présentée de façon plus positive en allant même, à la surprise de tous, jusqu'à créer un lien d'amitié avec Minnie Mouse.
Pour créer le personnage, Romano Scarpa s'est inspiré d'Élisa Penna qui était la nouvelle rédactrice de Topolino en 1960.

## Apparitions
Gertrude est apparue pour la première fois le 10 mars 1960 dans l'histoire Mickey et le collier chirikawa (Topolino e la collana Chirikawa) publiée en 2 parties dans les n°230 et 231 de Topolino. Dans cette histoire, Gertrude est à la tête d'une école formant les voleurs et les pickpockets à la place de son mari, le temps qu'il purge sa peine. Le scénario montre également que Gertrude et Pat apparaissent dans les souvenirs de Mickey quand il était enfant montrant qu'ils se connaissent depuis longtemps et dès leur enfance.
Depuis 1960, Gertrude est apparue dans plus de 600 histoires dont la majorité est une production italienne d'après le site INDUCKS. Environ 169 ont été publiées en France (en mars 2023).
Dans sa deuxième apparition, Mickey au fabuleux royaume de Shan-Grilla (Topolino nel favoloso regno di Shan-Grillà), publiée en 2 parties dans les n°288 et 289 de Topolino, la chatte cambrioleuse montre de la jalousie quand elle voit que Pat convoite Minnie et n'hésitera pas à  le punir à coup de sac.
Gertrude et Pat sont malgré tout, un couple solide. Dans l'histoire Topolino e la difficile riconquista de 1996, scénarisée par Nino Russo et dessinée par Maria Luisa Uggetti, Gertrude décide de rompre avec Pat, mais tout sera réglé après qu'elle se sera souvenue de leur enfance.
Dans l'histoire Gambadilegno e la "banda delle pupe" de 1997, scénarisée par Tito Faraci et dessinée Romano Scarpa, Gertrude se trouve à la tête d'un gang composé de femmes et se trouve en compétition avec le gang de Pat.